# Нај (Хунсрик)
Нај (њем. Ney) општина је у њемачкој савезној држави Рајна-Палатинат. Једно је од 134 општинска средишта округа Рајн-Хунсрик. Према процјени из 2010. у општини је живјело 377 становника. Посједује регионалну шифру (AGS) 7140102.

## Географски и демографски подаци
Нај се налази у савезној држави Рајна-Палатинат у округу Рајн-Хунсрик. Општина се налази на надморској висини од 380 метара. Површина општине износи 5,6 km². У самом мјесту је, према процјени из 2010. године, живјело 377 становника. Просјечна густина становништва износи 67 становника/km².